# Symfonie nr. 2 (Mahler)

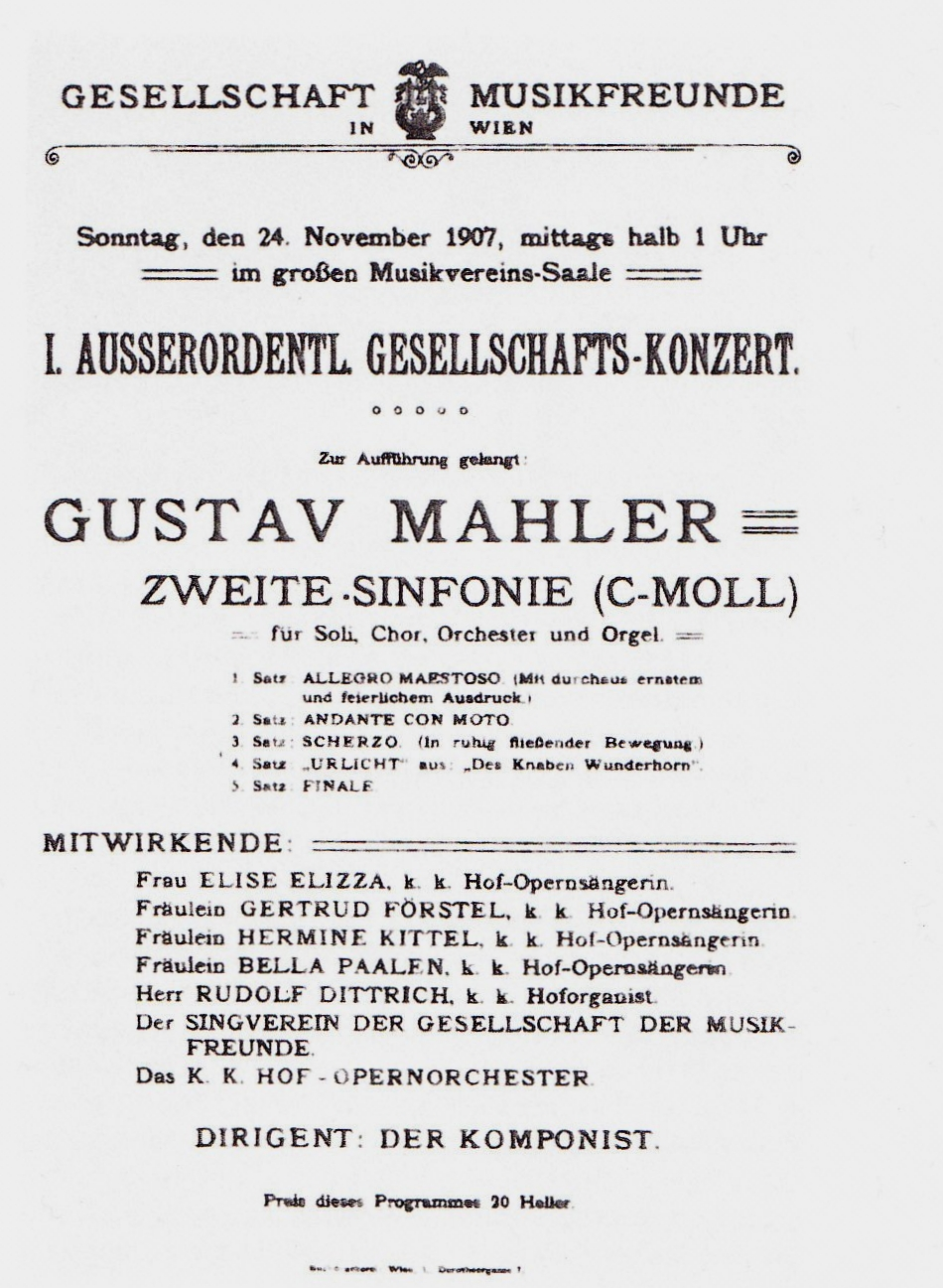
Aankondiging van een uitvoering van Symfonie nr. 2 onder leiding van de componist in Wenen op 24 november 1907

Gustav Mahler heeft lang geworsteld met zijn tweede symfonie. Aan het begin ervan ligt een aparte compositie, zijn symfonisch gedicht "Totenfeier" (1888), ten grondslag. Na 'montage' van deze aparte orkestcompositie in het compositieproject van zijn Tweede, werd het geheel pas in juni 1894 afgerond. Op 13 december 1894 vond in Berlijn de eerste uitvoering plaats.

## Indeling
De symfonie heeft vijf delen. Tussen het eerste en het tweede deel schrijft Mahler een pauze van minimaal 5 minuten voor, om de overgang niet al te zwaar te laten vallen. Het vierde deel gaat zonder pauze over in het vijfde deel.
Symfonie nummer 2 in c - kleine terts "Auferstehungs-Symphonie"

### Deel 1: Allegro maestoso: Mit durchaus ernstem und feierlichem Ausdruck
Het eerste deel van de symfonie is gebaseerd op het gedicht "Totenfeier" van Adam Mickiewicz. Het is een enorme treurmars, met elementen uit het Gregoriaanse Dies Irae, afgewisseld met mildere passages en koralen die verwijzen naar het geloof.

Mahler stelt met dit stuk levensvragen: "Waarom heb je geleefd? Waarom heb je geleden? Is het niet allemaal één verschrikkelijke grap?". In het laatste deel volgt het antwoord.

### Deel 2: Andante moderato: Sehr gemächlich. Nie eilen
Het tweede deel is licht, Mahler wil het geluksmoment schetsen dat je beleeft wanneer je aan een dierbare overledene terugdenkt. Het is een menuet, een vorm die al een tijdje niet meer zo gebruikelijk was in symfonieën.

### Deel 3: In ruhig fließender Bewegung
Het derde deel is een scherzo. Mahler heeft met een soort grimmige humor de melodie van het lied "Des Antonius von Padua Fischpredigt" uit zijn liederen Des Knaben Wunderhorn verwerkt. In dit lied vindt deze Antonius von Padua de kerk leeg en besluit daarom tegen de vissen te gaan prediken; de preek bevalt de dieren goed maar het helpt niet: de dieven blijven dieven, de vraatzuchtigen blijven vraatzuchtig.

### Deel 4: 'Urlicht': Sehr feierlich, aber schlicht (Choralmässig)
Het vierde deel, 'Urlicht', heeft Mahler overgenomen uit zijn liederenverzameling Des Knaben Wunderhorn. De teksten van deze liederen zijn van Clemens Brentano en Achim von Arnim. Nadat de alt de Rode Roos, in de middeleeuwen als symbool voor Maria en haar voorspraak, heeft aangeroepen, klinkt een buitengewoon plechtig koraal van het koper. De gekwetste ziel verlangt naar het geluk in het hiernamaals. Later brengen de houtblazers meer beweging, als de tekst spreekt van de gang naar de hemel.
Tekst:
O Röschen rot!
Der Mensch liegt in größter Not!
Der Mensch liegt in größter Pein!
Je lieber möcht ich im Himmel sein!
Da kam ich auf einen breiten Weg;
Da kam ein Engelein und wollt mich abweisen.
Ach nein! Ich ließ mich nicht abweisen!
Ich bin von Gott und will wieder zu Gott!
Der liebe Gott wird mir ein Lichtchen geben,
Wird leuchten mir bis in das ewig selig Leben!
Na dit vredige einde breekt onmiddellijk de hel los van het vijfde deel.

### Deel 5: Im Tempo des Scherzos: Wild herausfahrend - Langsam - Allegro energico - Langsam
Het laatste deel is bijna een symfonie op zich. Met veel geweld wordt het einde der tijden geschilderd, tot in de verte de bazuin van het laatste oordeel klinkt (4 hoorns die buiten de zaal spelen, zie ook de Apocalyps uit de bijbel). Mahler schreef over dit "grosse Appell" zelf het volgende:
"De graven springen open en alle schepselen worstelen zich krijsend en tandenklapperend los uit de aarde. Ze komen aangemarcheerd in een geweldige stoet: bedelaars en rijken, volk en koningen, de ecclesia militans, de pausen. Bij allen dezelfde angst, want voor God is niemand rechtvaardig. Daartussen klinkt steeds weer, als uit een andere wereld, het grote appel (de hoorns en later ook trompetten uit de verte). Ten slotte, nadat allen in de grootste verwarring door elkaar geschreeuwd hebben, klinkt de langgerekte stem van de vogel des doods (de fluit en piccolo tijdens de laatste passage met de koperblazers uit de verte) uit het laatste graf, die eindelijk ook sterft."
Mahler schrijft bij het laatste "grosse Appell" voor dat de vier trompettisten op vier verschillende punten links en rechts buiten de zaal moeten staan, een quadrofonisch effect dat niet eenvoudig uit te voeren moet zijn geweest, zeker in een tijd zonder camera's en monitoren om zicht op de dirigent te houden!
Mysterieus zet het koor vervolgens a capella het "Auferstehen" in. De tekst is van Friedrich Gottlieb Klopstock met invoegingen en aanpassingen door Mahler. Met name het laatste deel heeft Mahler in zijn betekenis ingrijpend veranderd. Waar Klopstock Christus de doden naar het hiernamaals laat leiden ("Ach ins Allerheiligste führt mich, Mein Mittler dann"), is het bij Mahler de mens zelf die door zijn liefde de onsterfelijkheid kan bereiken ("Mit Flügeln, die ich mir errungen in heissem Liebesstreben. Werd'ich entschweben. Zum Licht, zu dem kein Aug’ gedrungen"). De symfonie eindigt in een stralende overwinning op de dood, met als hoogtepunt het "Sterben wird ich um zu leben". Mahler trekt hier letterlijk alle registers open: het koper dat eerst uit de verte heeft gespeeld, speelt nu mee in de zaal en hij voegt op het laatst zelfs een orgel toe aan het orkest.
De tekst van dit deel:
Aufersteh’n, ja aufersteh’n
wirst du, mein Staub, nach kurzer Ruh
Unsterblich Leben wird der dich rief dir geben
Wieder aufzublüh’n wirst du gesät
Der Herr der Ernte geht und sammelt Garben uns ein
die starben
O glaube, mein Herz, o glaube!
Es geht dir nichts verloren!
Dein ist, was du gesehnt,
dein was du geliebt, was du gestritten
O glaube!
Du wardst nicht umsonst geboren
Hast nicht umsonst gelebt, gelitten
Was entstanden ist, das muß vergehen
Was vergangen ist, auferstehen
Hör auf zu beben!
Bereite dich zu leben!
O Schmerz, du Alldurchdringer!
Dir bin ich entrungen
O Tod, du Allbezwinger!
Nun bist du bezwungen
Mit Flügeln, die ich mir errungen
in heissem Liebesstreben
werde ich entschweben zum Licht
zu dem kein Aug’ gedrungen
Mit Flügeln die ich mir errungen werde ich entschweben.
Sterben werd’ ich um zu leben!
Aufersteh’n, ja aufersteh’n wirst du, mein Herz in einem Nu!
Was du geschlagen, zu Gott wird es dich tragen!

## Instrumentatie
De symfonie is gecomponeerd voor:
| Houtblazers - 4 fluiten (alle 4 ook piccolo) - 4 hobo's (3e en 4e ook althobo) - 3 bes-, A-, C-klarinetten (3e ook basklarinet) - 2 es-klarinetten (2e ook 4e klarinet, samen fortissimo waar mogelijk) - 4 fagotten (waarvan 2 ook contrafagot) Koperblazers - 10 hoorns (7-10e in deel 5 gedeeltelijk buiten de zaal) - 10 trompetten (7-10e bij deel 5 gedeeltelijk buiten de zaal) - 4 trombones - tuba Slagwerk - 7 pauken (2 spelers, 7e alleen in deel 5 buiten de zaal) - 2 grote troms (2e alleen in deel 5 buiten de zaal) - meerdere kleine troms (alleen in deel 5) - 2 paar bekkens (2e alleen in deel 5 buiten de zaal) - 2 triangels (2e alleen in deel 5 buiten de zaal) - 2 tamtams (hoog en laag) - rute (alleen in deel 3) - 3 diepe ongestemde klokken (alleen in deel 5) - glockenspiel | Toetsen - orgel (alleen in deel 5) Zang - sopraan solo (alleen in deel 5) - alt solo (in deel 4 en 5) - gemengd koor (alleen in deel 5) Strijkers - 2 harpen - 1e violen - 2e violen - altviolen - cello's - contrabassen (minstens 2 met lage C-snaar) |